# Midnight's Children
Những đứa con của nửa đêm (tiếng Anh: Midnight's Children) là bộ phim Canada - Mỹ,dựa theo tiểu thuyết nổi tiếng cùng tên của nhà văn Salman Rushdie xuất bản năm 1981. Phim được quay tại Sri Lanka, nội dung nói về giai đoạn Ấn Độ mới độc lập, kể về câu chuyện đời của một cậu bé sinh ra một cách diệu kỳ ngay trong thời điểm Ấn Độ giành lại được nền độc lập năm 1947 từ Đế quốc Anh. Phim do Deepa Mehta đạo diễn, viết kịch bản, với sự tham gia của Satya Bhabha, Shriya Saran (diễn viên Ấn Độ), Anupam Kher, Shabana Azmi, Seema Biswas, Shahana Goswami,...Phim công chiếu tại các Liên hoan phim quốc tế Toronto, Vancouver, London, nhưng bị Ấn Độ tẩy chay nhưng được công chiếu tại một số nước châu Âu cuối năm 2012. Trước đó Ấn Độ đã không đồng ý cho đoàn phim quay tại nước này do lo ngại phong trào Hồi giáo cực đoan.
Câu chuyện khắc hoạ 30 năm cuộc đời của nhân vật chính trong đó chứa đựng những câu chuyện, những hình ảnh ẩn dụ về hàng loạt biến động trong lịch sử và xã hội Ấn Độ buổi giao thời. Cả truyện và phim đều mang màu sắc chính trị với những chi tiết táo bạo đề cập tới những nhân vật chính trị nổi bật trên chính trường Ấn Độ.

## Diễn viên
- Satya Bhabha vai Saleem Sinai[3]
- Shriya Saran[4] as Parvati
- Darsheel Safary vai Saleem Sinai (một đứa trẻ)
- Anupam Kher vai Ghani
- Shabana Azmi vai Naseem
- Seema Biswas vai Mary
- Samrat Chakrabarti vai Wee Willie Winkie
- Rajat Kapoor vai Aadam Aziz
- Soha Ali Khan[5] vai Jamila
- Rahul Bose vai Zulfikar
- Siddharth Narayan vai Shiva
- Anita Majumdar vai Emerald
- Shahana Goswami[6] vai Amina
- Chandan Roy Sanyal vai Joseph D'Costa[7]
- Ronit Roy vai Ahmed Sinai[8]
- Kulbhushan Kharbanda vai Picture Singh
- Shikha Talsania vai Alia
- Zaib Shaikh vai Nadir Khan
- Sarita Choudhury vai The Lady
- Vinay Pathak vai Hardy
- Kapila Jeyawardena vai Governor
- Ranvir Shorey vai Laurel
- Suresh Menon vai Field Marshall
- Rajesh Khera